# Tom Glinos
| 117032 Davidlane        | 14 maggio 2004    |
| 144769 Zachariassen     | 19 aprile 2004    |
| 144907 Whitehorne       | 16 dicembre 2004  |
| 157421 Carolpercy       | 8 ottobre 2004    |
| 170909 Bobmasterson     | 12 dicembre 2004  |
| 170995 Ritajoewright    | 3 marzo 2005      |
| 175152 Marthafarkas     | 3 marzo 2005      |
| 177830 Rubenhagen       | 9 luglio 2005     |
| 178088 Marktovey        | 27 settembre 2006 |
| 245158 Thomasandrews    | 13 ottobre 2004   |
| 271763 Hebrewu          | 17 settembre 2004 |
| 283990 Randallrosenfeld | 16 settembre 2004 |
| 294727 Dennisritchie    | 31 gennaio 2008   |
| 300909 Kenthompson      | 30 gennaio 2008   |
| 510045 Vincematteo      | 4 marzo 2010      |
| 518523 Bryanshumaker    | 16 settembre 2006 |
| 542600 Lindahall        | 16 aprile 2005    |
| 545394 Rossetter        | 2 novembre 2008   |

Tom Glinos (1960) è un astronomo amatoriale canadese.
Il Minor Planet Center gli accredita le scoperte di diciotto asteroidi, effettuate tra il 2004 e il 2010, la maggior parte in collaborazione con uno o entrambi i coniugi Levy, David e Wendee.
Gli è stato dedicato l'asteroide 7124 Glinos.